# قورباغه کاچابی
قورباغه کاچابی (نام علمی: Pristimantis achatinus) نام یک گونه از زیرراسته نوغوکان است.